# Valentino Lazaro
Valentino Lando Lazaro (* 24. března 1996 Štýrský Hradec, Štýrsko, Rakousko) je rakouský profesionální fotbalista, který hraje na pozici pravého záložníka a obránce za portugalský klub Benfica Lisabon, kde je na hostování z Interu Milán. Je také reprezentantem Rakouska.

## Klubová kariéra
Narodil se v rakouském Štýrském Hradci angolskému otci a kyperské Řekyni. V dresu Red Bull Salzburg debutoval 3. listopadu 2012 v ligovém utkání proti Admiře Wacker. Ve svých 16 letech a 224 dnech se stal vůbec nejmladším hráčem v historii rakouské Bundesligy.
V roce 2017 byl ze Salzburgu poslán na hostování Herthy BSC, přičemž s klubem podepsal dlouhodobou smlouvu. Svůj první gól za Herthu BSC vstřelil 10. února 2018 při venkovní výhře 2:0 nad Bayerem Leverkusen.

### Inter Milán
Dne 1. července 2019 přestoupil do Interu Milán. Svůj debut v Serii A si odbyl 20. října 2019, kdy Inter porazil Sassuolo 4:3.

#### Hostování v Newcastle United
Dne 24. ledna 2020 se připojil k Newcastle United na hostování do konce sezóny 2019/20 a dostal dres s číslem 23. Svůj první gól v dresu Newcastlu vstřelil při výhře 3:2 nad West Bromwich Albion a zajistil tak účast ve čtvrtfinále FA Cupu. Dne 1. července vstřelil svůj první gól v Premier League za klub při výhře 4:1 nad Bournemouthem.

#### Hostování v Borussii Mönchengladbach
Po skončení hostování v Newcastlu, 20. srpna 2020, se připojil k Borussii Mönchengladbach, kde byl poslán na hostování na celou sezónu. Dne 8. listopadu vstřelil svůj první gól za klub při prohře 3:4 proti Bayeru Leverkusen. Tento gól byl vyhlášen gólem měsíce listopadu a zároveň gólem sezóny v Bundeslize.

## Reprezentační kariéra
Za rakouskou reprezentaci debutoval 30. května 2014 v přátelském utkání s Islandem (1:1) v Innsbrucku, když na posledních patnáct minut vystřídal Marka Arnautoviće.

## Kariérní statistiky

### Klubové
Aktualizováno 7. května 2022
| Klub                                 | Sezóna         | Liga                | Liga   | Liga | Národní pohár | Národní pohár | Ligový pohár | Ligový pohár | Evropa | Evropa | Celkem | Celkem |
| Klub                                 | Sezóna         | Soutěž              | Zápasy | Góly | Zápasy        | Góly          | Zápasy       | Góly         | Zápasy | Góly   | Zápasy | Góly   |
| ------------------------------------ | -------------- | ------------------- | ------ | ---- | ------------- | ------------- | ------------ | ------------ | ------ | ------ | ------ | ------ |
| Red Bull Salzburg                    | 2012/13        | Rakouská Bundesliga | 5      | 0    | 0             | 0             | –            | –            | 0      | 0      | 5      | 0      |
| Red Bull Salzburg                    | 2013/14        | Rakouská Bundesliga | 11     | 2    | 1             | 0             | –            | –            | 1      | 0      | 13     | 2      |
| Red Bull Salzburg                    | 2014/15        | Rakouská Bundesliga | 25     | 4    | 4             | 0             | –            | –            | 3      | 0      | 32     | 4      |
| Red Bull Salzburg                    | 2015/16        | Rakouská Bundesliga | 17     | 2    | 4             | 0             | –            | –            | 1      | 0      | 22     | 2      |
| Red Bull Salzburg                    | 2016/17        | Rakouská Bundesliga | 29     | 3    | 5             | 2             | –            | –            | 12     | 2      | 46     | 7      |
| Red Bull Salzburg                    | 2017/18        | Rakouská Bundesliga | 0      | 0    | 1             | 0             | –            | –            | 2      | 0      | 3      | 0      |
| Red Bull Salzburg                    | Celkem         | Celkem              | 87     | 11   | 15            | 2             | –            | –            | 19     | 2      | 121    | 15     |
| FC Liefering (hostování)             | 2013/14        | Erste Liga          | 3      | 0    | —             | —             | –            | –            | —      | —      | 3      | 0      |
| Hertha BSC                           | 2017/18        | Německá Bundesliga  | 26     | 2    | 1             | 0             | –            | –            | 4      | 0      | 31     | 2      |
| Hertha BSC                           | 2018/19        | Německá Bundesliga  | 31     | 3    | 3             | 0             | –            | –            | –      | –      | 34     | 3      |
| Hertha BSC                           | Celkem         | Celkem              | 57     | 5    | 4             | 0             | –            | –            | 4      | 0      | 65     | 5      |
| Hertha BSC II                        | 2017/18        | Regionalliga        | 1      | 1    | —             | —             | –            | –            | —      | —      | 1      | 1      |
| Inter Milán                          | 2019/20        | Serie A             | 6      | 0    | 1             | 0             | –            | –            | 4      | 0      | 11     | 0      |
| Newcastle United (hostování)         | 2019/20        | Premier League      | 13     | 1    | 2             | 1             | 0            | 0            | —      | —      | 15     | 2      |
| Borussia Mönchengladbach (hostování) | 2020/21        | Německá Bundesliga  | 22     | 2    | 1             | 0             | –            | –            | 5      | 0      | 28     | 2      |
| Benfica (hostování)                  | 2021/22        | Primeira Liga       | 18     | 0    | 3             | 0             | 2            | 0            | 6      | 0      | 29     | 0      |
| Kariéra celkem                       | Kariéra celkem | Kariéra celkem      | 206    | 19   | 26            | 3             | 2            | 0            | 38     | 2      | 272    | 24     |

### Reprezentační
Aktualizováno 29. března 2022
| Národní tým | Rok    | Zápasy | Góly |
| ----------- | ------ | ------ | ---- |
| Rakousko    | 2014   | 4      | 0    |
| Rakousko    | 2015   | 0      | 0    |
| Rakousko    | 2016   | 1      | 0    |
| Rakousko    | 2017   | 6      | 0    |
| Rakousko    | 2018   | 8      | 1    |
| Rakousko    | 2019   | 9      | 2    |
| Rakousko    | 2020   | 1      | 0    |
| Rakousko    | 2021   | 3      | 0    |
| Rakousko    | 2022   | 2      | 0    |
| Celkem      | Celkem | 34     | 3    |

Rakouské skóre je uvedeno jako první, sloupec skóre označuje skóre po každém Lazarově gólu.
| #  | Datum              | Místo                                                 | Soupeř            | Skóre | Výsledek | Soutěž                                                        |
| -- | ------------------ | ----------------------------------------------------- | ----------------- | ----- | -------- | ------------------------------------------------------------- |
| 1. | 18. listopadu 2018 | Windsor Park, Belfast, Severní Irsko                  | Severní Irsko     | 2:1   | 2:1      | Liga národů UEFA 2018/19                                      |
| 2. | 10. června 2019    | Národní aréna Toše Proeski, Skopje, Severní Makedonie | Severní Makedonie | 1:1   | 4:1      | Kvalifikace na Mistrovství Evropy ve fotbale 2020 – skupina G |
| 3. | 10. října 2019     | Ernst-Happel-Stadion, Vídeň, Rakousko                 | Izrael            | 1:1   | 3:1      | Kvalifikace na Mistrovství Evropy ve fotbale 2020 – skupina G |

## Úspěchy

### Klub

#### Red Bull Salzburg[13]
- Rakouská Bundesliga: 2011/12, 2013/14, 2014/15, 2015/16, 2016/17
- ÖFB-Cup: 2011/12, 2013/14, 2014/15, 2015/16, 2016/17